# 凯·斯科特
凯·斯科特（英語：Kaye Scott，1984年6月2日—），澳大利亚女子拳击运动员。她曾代表澳大利亚参加2014年、2018年和2022年英联邦运动会拳击比赛，获得一枚银牌和一枚铜牌。